# Tsukamurella hominis
Tsukamurella hominis es una especie de  bacteria grampositiva del género Tsukamurella. Fue descrita en el año 2018. Su etimología se refiere a humano. Es aerobia, inmóvil, catalasa positiva y oxidasa negativa. Crece en agar sangre con colonias amarillas, secas e irregulares. Temperatura óptima de crecimiento a 37 °C, pero no crece a 10 °C ni a 42 °C. También crece en agar infusión cerebro corazón, TSA, agar chocolate y MacConkey. Se aisló a partir de un hisopo ocular de un paciente con conjuntivitis en Hong Kong, por lo que puede causar conjuntivitis. 